# أرغيل
أرغيل (بالإنجليزية: Argylle )‏ هو فيلم جاسوسية من إخراج ماثيو فون وبطولة هنري كافيل، سام روكويل، برايس دالاس هوارد، براين كرانستون، كاثرين أوهارا، جون سينا، صامويل جاكسون، دوا ليبا، أريانا ديبوز وروب ديلاني. من المقرر عرض الفيلم على منصة أبل تي في +.